# Manuel de Pedrolo i Molina
Manuel de Pedrolo i Molina   (l'Aranyó, 1 d'abril de 1918 - Barcelona, 26 de juny de 1990) fou un escriptor català. És considerat l'escriptor més prolífic de les lletres catalanes, car escrigué més de 20.000 pàgines i publicà 128 obres. També fou l'escriptor més perseguit per la censura franquista.
De Pedrolo conreà tots els gèneres literaris: poesia, teatre —classificat dins del teatre de l'absurd, el teatre de Pedrolo va ser inclòs a l'influent estudi de Martin Esslin (el segarrenc és l'únic escriptor de la península que figura en aquest estudi)—, narrativa i contes. Tota la seva obra, constitutiva d'un dels corpus més extensos de les lletres catalanes, és sovint eclipsada per l'èxit de la seva novel·la més coneguda, Mecanoscrit del segon origen, el llibre més venut de la literatura catalana.

## Biografia

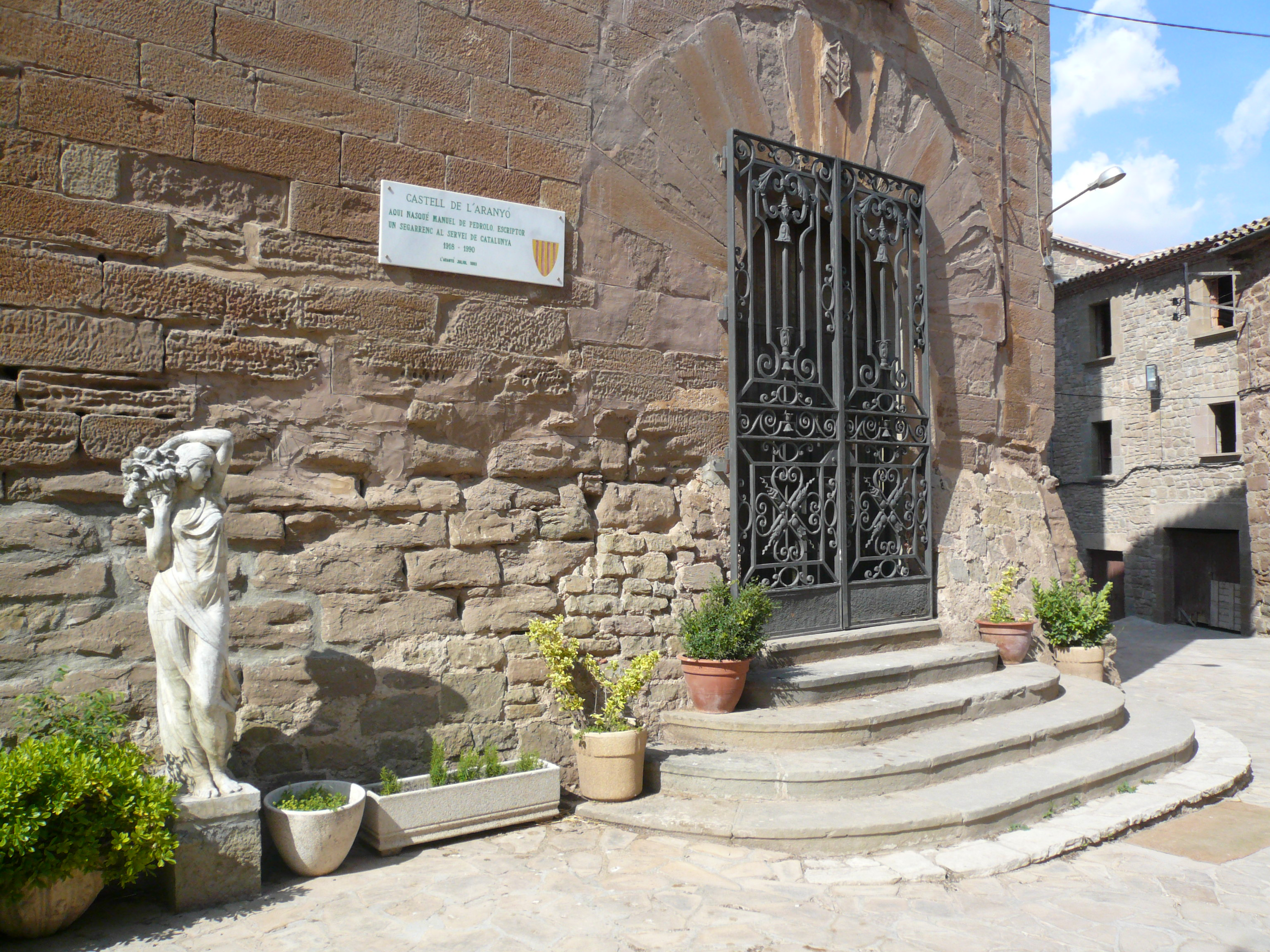
Casa natal de Manuel de Pedrolo (castell de l'Aranyó).

Nascut al castell de l'Aranyó, pertanyia a una família de la baixa noblesa, els Pedrolo. El pare era advocat, tot i que no exercí mai. La mare va morir poc després de néixer el seu germà petit Ramon. Va estudiar batxillerat a Tàrrega fins a l'any 1935, en què va anar a viure a Barcelona; la Guerra Civil espanyola estroncà, però, els seus estudis. L'any 1943, es casà i s'instal·là definitivament a Barcelona, en un pis-despatx de Sant Gervasi - Galvany (carrer de Calvet, 9).
Començà a escriure molt jove i la seva obra l'ha convertit no tan sols en l'escriptor més prolífic, sinó també en una de les figures més importants de la literatura catalana del segle xx. L'any 1979 va rebre el Premi d'Honor de les Lletres Catalanes i en donà l'import (500.000 pessetes) a l'Associació d'Escriptors en Llengua Catalana.
Manuel de Pedrolo va mantenir fins a la seva mort les seves fermes conviccions ideològiques, convertint-se en un intel·lectual íntegre compromès amb el seu temps i el seu país, i ferm defensor d'uns Països Catalans independents i socialistes. Segons Anna Maria Villalonga, comissària de l'any dedicat a l'escriptor en el centenari del seu naixement, «era incòmode per a la intel·lectualitat pel que pensava, però també perquè no s'ajuntava amb el poder».
Es mostrà especialment crític amb els partits polítics catalans abans, durant i després de la transició espanyola, i fou considerat sovint un referent i intel·lectual de l'Esquerra Independentista. Aquest compromís quedà demostrat en l'adhesió a diverses campanyes de solidaritat i en la signatura de diferents manifestos de suport. Així doncs, l'any 1979 s'oposà a l'extradició des de França del militant independentista Manuel Viusà i, l'any 1982, sotaescrigué la demanda perquè els cinc independentistes catalans del nou cas Batista i Roca fossin jutjats en territori català, en comptes de Madrid, tal com acostumava a fer l'Audiència Nacional espanyola.
Durant la Guerra Civil Espanyola es va afiliar a la CNT i va fer de mestre a la població de Fígols de les Mines. Va pertànyer a la branca d'artilleria de l'Exèrcit Popular i va anar als fronts de Falset, Figueres i Barcelona.
Es va iniciar a la vida literària amb un llibre de poemes publicat el 1949. El 1953 va publicar la primera novel·la, Es vessa una sang fàcil. El 1954 va guanyar el Premi Joanot Martorell i, des de llavors, va esdevenir un dels valors més ferms, alhora que el més prolífic, de la novel·lística catalana del seu temps. També col·laborà en publicacions catalanes com Ariel, Canigó, Oriflama o Serra d'Or.
Pedrolo va assajar tota mena d'innovacions en les seves novel·les, en les quals, independentment del tema, dibuixà, sempre amb un fort realisme, l'aventura de l'individu subjecte a la seva qualitat humana, amb totes les contradiccions que això implica. Va fer alguna aproximació a la literatura de l'absurd. Fou un escriptor ambiciós i va escriure una gran quantitat d'obres, les quals pertanyen a una gran quantitat de subgèneres. L'obra de Pedrolo va des de novel·les realistes fins a novel·les amb un gran idealisme simbòlic, passant per policíaques i psicològiques. Malgrat que va cultivar tots aquests estils, Pedrolo va saber donar molt de si, fent que totes les seves obres siguin d'una gran qualitat. No li van importar les censures dels editors ni les maneres de pensar contradictòries a la seva, sinó que va ser fidel a les seves idees i va renunciar a publicar en castellà, encara que li hagués pogut portar millors beneficis econòmics. Finalment, cal destacar que Pedrolo va saber combinar i utilitzar amb gran destresa multitud de diferents estils, en va crear de nous i en tota la seva obra va mantenir la seva manera de pensar i la seva personalitat.
Fou soci de l'Associació d'Escriptors en Llengua Catalana, que durant sis anys, del 1984 al 1989, va convocar el Premi Mecanoscrit adreçat a escriptors joves.
Va morir el 26 de juny de 1990 a la ciutat de Barcelona a causa d'un càncer, a l'edat de setanta-dos anys.
L'any 2018, amb motiu del centenari del naixement de l'escriptor, el Govern de la Generalitat aprovà la commemoració oficial de l'Any Manuel de Pedrolo. El mateix any, Bel Zaballa en publicà la biografia Manuel de Pedrolo. La llibertat insubornable.

## Teatre
Segons Graells, l'obra teatral de Manuel de Pedrolo es pot agrupar en tres etapes: la primera, de 1951 a 1956; la segona, que es podria anomenar «trienni fecund» (1957-1959); i la darrera, que agrupa la seva producció posterior, de 1962 a 1978. La primera inclou les obres Els hereus de la cadira (1954) i La nostra mort de cada dia (1956), amb elements realistes que desapareixen en les seves obres posteriors. L'etapa central comprèn vuit obres: Cruma (1957), Pell vella al fons del pou (1957), Homes i No (1957), Situació bis (1958), Algú a l'altre cap de peça (1958), Darrera versió, per ara (1958), Sóc el defecte (1958) i Tècnica de cambra (1959). La tercera etapa inclou les obres Acompanyo qualsevol cos (1962), Bones notícies de Sister (1962), L'ús de la matèria (1963), La sentència (1966), Aquesta nit tanquem  (1973) i D'ara a demà (1977). Tanmateix, la relació entre aquestes obres queda menys definida.
Rosselló parla en canvi d'una producció central entre 1957 i 1963 (des de Crumma fins a L'ús de la matèria), format per dos tipus d'obres: un en què el protagonista es rebel·la contra una situació d'opressió, i l'altre centrada en qüestions filosòfiques com el coneixement, la comunicació, el destí o la mort.

## Traducció
Més enllà de la seva faceta d'escriptor, Manuel de Pedrolo també va fer una important tasca de traducció, amb 42 traduccions publicades. Les primeres traduccions van ser de poesia del francès (Rimbaud, Valéry, Éluard), de l'anglès (Eliot, Sitwell i Pound) i de l'italià (Salvatore Quasimodo). Tanmateix, la majoria d'aquestes traduccions no es van arribar a publicar. Més endavant va traduir també Sandburg, Cummings, Corso, Baudelaire, Campana, Ungaretti i Saba, entre d'altres.
Pel que fa a la traducció de novel·les, Pedrolo va dirigir la col·lecció «La Cua de Palla» de novel·la, que va comptar amb traductors com Maria Aurèlia Capmany, Ramon Folch i Camarasa, Josep Vallverdú, Joaquim Carbó, Rafael Tasis, Maurici Serrahima i Bofill, Joan Oliver i el mateix Pedrolo. Es pot considerar que Pedrolo és l'introductor a Catalunya de la narrativa nord-americana contemporània, amb traduccions de Dos Passos, Salinger, Kerouac, Faulkner, Steinbeck i Henry Miller, entre d'altres.
El 1976, a causa de problemes a la vista i de mal d'esquena, Pedrolo va abandonar la seva activitat de traducció per centrar-se exclusivament en la d'escriptura, tot i que van seguir sortint algunes traduccions que havia realitzat amb anterioritat.

## Censura
Manuel de Pedrolo fou l'escriptor més perseguit per la censura franquista. Si es consideren els llibres escrits i publicats entre 1949 i 1980, de mitjana els manuscrits de Pedrolo van haver d'esperar a ser publicats vuit anys en narrativa, cinc en poesia i deu en teatre. En aquest període, trenta-tres llibres van haver d'esperar més de deu anys abans de ser publicats; tres d'ells (L'interior és el final, Fronteres interiors i La nit horitzontal), més de vint anys.
Els primers editors disposats a passar manuscrits de Pedrolo pel procés de censura foren les editorials Arca, Albertí, Moll i Selecta. Davant la dificultat de trobar editorials que s'atrevissin a presentar els seus manuscrits a censura, Pedrolo, com altres escriptors, va utilitzar l'obligació de les editorials de publicar obres premiades, com ell mateix reconeixia en una entrevista de Josep Maria Espinàs a la revista Serra d'Or:
| « | A aquests premis —em diu— ja no hi hauríem d'anar, els qui tenim un historial de novel·listes. Seria lògic que els premis se'ls disputessin els escriptors més joves, o nous, per a fer-se un nom i obrir-se el món editorial. Però a Catalunya passa una cosa estranya —almenys a mi: tinc el nom, però no tinc els editors. Llavors em cal anar als premis per forçar d'aquesta manera, la publicació d'un llibre. Haver-ne publicat disset no em serveix, encara, perquè m'acceptin el llibre divuit. (…) Un premi es justificaria si, després de guanyar-lo, l'escriptor pogués fer ja una normal carrera literària. | » |

Els principals criteris aplicats per censurar l'obra de Pedrolo foren «allò que diem catalanisme, opinions polítiques, religió, moral sexual i llenguatge indecorós». A aquests arguments se li podia afegir també, com en el cas de la novel·la Un amor fora ciutat (1959), la qualitat literària de l'obra: «Por todo ello, y sobre todo por la excelente calidad literaria de la obra, consideramos a esta de gravemente peligrosa y en todo caso como atentatoria a la moral pública, conforme a la reiterada jurisprudencia del Tribunal Supremo sobre el homosexualismo. En consecuencia no debe ser aceptado el depósito y si ser puesta la obra a disposición del Ministerio Fiscal» («Per tot això, i sobretot per l'excel·lent qualitat literària de l'obra, considerem a aquesta de greument perillosa i en tot cas com a atemptatòria a la moral pública, conforme a la reiterada jurisprudència del Tribunal Suprem sobre l'homosexualitat. En conseqüència no ha de ser acceptat el dipòsit i sí ser posada l'obra a la disposició del Ministeri Fiscal»).

## Obra
Novel·les
- La mà contra l'horitzó.
- Joc brut
- Cendra per Martina.
- Totes les bèsties de càrrega.
- Mecanoscrit del segon origen.
- Acte de violència.
- Procés de contradicció suficient.
- Crucifeminació.

Llibres de contes
- Crèdits humans.
- Trajecte final.

Obres de teatre
- Cruma.
- Homes i no.
- Situació bis.

Recull d'articles en premsa
- Cal protestar fins i tot quan no serveix de res.
- Cròniques.
- Abans lluitar i morir que rendir-se.

- El premi literari i més coses. Barcelona, Selecta, 1953. València, Edicions Bromera, 1990.
- Es vessa una sang fàcil. Barcelona, Albertí editor, 1954, 1964. Edicions La Magrana, 1986.
- Mister Chase, podeu sortir. Barcelona, Albertí editor, 1955.
- Estrictament personal. Barcelona, Editorial Selecta, 1955.
- Domicili provisional. Palma, Editorial Moll, 1956. Barcelona, Edicions La Magrana, 1982. Barcanova, 1990.
- Un món per a tothom. Barcelona, Albertí editor, 1956.
- Les finestres s'obren de nit. Palma, Moll, 1957.
- Violació de límits. Barcelona, Albertí editor, 1957.
- Crèdits humans. Barcelona, Selecta, 1957.
- L'inspector arriba tard. Palma, Moll, 1960. Barcelona, Edicions La Magrana, 1988.
- Una selva com la teva. Barcelona, Edicions Destino, 1960.
- La mà contra l'horitzó. Barcelona, Nova Terra, 1961. La Llar del llibre, 1985.
- Balanç fins a la matinada. Barcelona, Selecta, 1963, 1984.
- Cendra per Martina. Barcelona, Proa, 1965, 1980. Kapel, 1982.
- Joc brut. Barcelona, Edicions 62, 1965.
- Avui es parla de mi. Barcelona, Selecta, 1966.
- Elena de segona mà. Barcelona, Selecta, 1967. Edicions 62, 1985.
- M'enterro en els fonaments. Barcelona, Proa, 1967.
- Totes les bèsties de càrrega. Barcelona, Edicions 62, 1967.
- A cavall de dos cavalls. Barcelona, Alfaguara, 1967.
- Entrada en blanc. Barcelona, Cadí, 1968.
- Solució de continuïtat. Palma, Moll, 1968.
- Un camí amb Eva. Barcelona, Llibres de Sinera, 1968. Edicions 62, 1975, 1988.
- Se'n va un estrany. Barcelona, Llibres de Sinera, 1968. Edicions 62, 1976, 1988.
- Falgueres informa. Barcelona, Llibres de Sinera, 1968. Edicions 62, 1979, 1989.
- Mossegar-se la cua. Barcelona, Edicions 62, 1968, 1982.
- Un amor fora ciutat. Barcelona: Aymà, 1970.
- Nou pams de terra. Barcelona: Pòrtic, 1971.
- Si són roses, floriran. Barcelona: Nova Terra, 1971, 1977. Edicions 62, 1980. La Llar del Llibre, 1985.
- Situació analítica. Barcelona: Edicions 62, 1971, 1977, 1989.
- Introducció a l'ombra. Barcelona: Proa, 1972, 1985.
- Cops de bec a Pasadena. Barcelona: Nova Terra, 1972, 1975. Edicions 62, 1980.
- Pas de ratlla. Barcelona: Proa, 1972.
- Des d'uns ulls de dona. Barcelona: Edicions 62, 1972, 1979. Avui, 1995.
- Unes mans plenes de sol. Barcelona: Edicions 62, 1972.
- Espais de fecunditat irregulars. Barcelona: Proa, 1973, 1982
- Viure a la intempèrie. Barcelona: Nova Terra, 1974.
- L'ordenació dels maons. Barcelona: Edicions 62, 1974, 1979, 1991
- Algú que no hi havia de ser. Barcelona: Proa, 1974.
- Text/càncer. Barcelona: Dopesa, 1974.
- Mecanoscrit del segon origen. Barcelona: Edicions 62, 1974, 1982, 1986.
- L'interior és el final. Barcelona: Edicions 62, 1974.
- El temps a les venes. Barcelona: Edicions 62, 1974.
- Cinc cordes. Barcelona: Edicions 62, 1974.
- Internacional Setting. Barcelona: Edicions 62, 1974.
- Acte de violència. Barcelona: Edicions 62, 1975, 1983, 1984, 1988.
- Milions d'ampolles buides. Barcelona: Laia, 1975.
- Sòlids en suspensió. Barcelona: Nova Terra, 1975. Edicions 62, 1981.
- Detall d'una acció rutinària. Barcelona: Galba, 1975.
- Trajecte final. Barcelona: Edicions 62, 1975, 1982. El Observador, 1991. Barcanova, 1992.
- Contes fora recull. Barcelona: Edicions 62, 1975.
- Perquè ha mort una noia. Barcelona: Galba, 1976.
- Tocats pel foc. Barcelona: Edicions 62, 1976, 1983.
- S'alcen veus del soterrani. Barcelona: Edicions 62, 1976, 1979, 1991.
- Procés de contradicció suficient. Barcelona: Edicions 62, 1976.
- Les portes del passat. Barcelona: Laia, 1977.
- La paraula dels botxins. Barcelona: Laia, 1977.
- Pols nova de runes velles. Barcelona: Edicions 62, 1977, 1992.
- Hem posat les mans a la crònica. Barcelona: Edicions 62, 1977.
- Lectura a banda i banda de paret. Barcelona: Proa, 1977.
- L'ús de la matèria. Barcelona: Edicions 62, 1977.
- Les fronteres interiors. Barcelona: Laia, 1978.
- Cartes a Jones Street. Barcelona: Edicions 62, 1978, 1992.
- Anònim I. Barcelona: Proa, 1978.
- D'esquerra a dreta, respectivament. Barcelona: Edicions 62, 1978.
- S'han deixat les claus sota l'estora. Barcelona: Edicions 62, 1978, 1979.
- La nit horitzontal. Barcelona: Laia, 1979.
- Aquesta matinada i potser per sempre. Barcelona: Galba, 1979
- Baixeu a recules i amb les mans alçades. Barcelona: La Magrana, 1979.
- "Conjectures" de Daniel Bastida. Barcelona: Edicions 62, 1980, 1993.
- Successimultani. Barcelona: Laia, 1980. Grup de Llibre, 1982. Pleniluni, 1991, Pagès editors, 2006.
- Anònim II. Barcelona: Edicions 62, 1981.
- Anònim III. Barcelona: Edicions 62, 1981.
- Anna. Olot: edició de bibliòfil, 1982.
- Apòcrif u: Oriol. Barcelona: Edicions 62, 1982.
- Exemplar d'arxiu, únicament persones autoritzades. Barcelona: La Magrana, 1982.
- Apòcrif dos: Tina. Barcelona: Edicions 62, 1983.
- No hi fa res si el comte-duc no va caure del cavall a Tàrrega. Barcelona: Laia, 1984. La Llar del Llibre, 1990.
- Apòcrif tres: Verònica. Barcelona: Edicions 62, 1984.
- Domicili permanent. Barcelona: La Magrana, 1984.
- Apòcrif quatre: Tilly. Barcelona: Edicions 62, 1985.
- Joc tapat. València: Edicions Tres i Quatre, 1985.
- Caus a cada cantonada. Edicions 62, 1985.
- Crucifeminació. Barcelona: Edicions 62, 1986.
- Patologies diversament obscures. Barcelona: La Magrana, 1986.
- La creació de la realitat, punt i seguit. Barcelona: Edicions 62, 1987.
- Tot o nul. Barcelona: Edicions 62, 1988.
- Disset contes i una excepció. Barcelona: Edicions 62, 1990.
- Anna. Amb dibuixos de Miquel Plana. Lleida: Serveis Territorials de Cultura de la Generalitat a Lleida, 1990.
- Obres púbiques. Barcelona: Edicions 62, 1991.
- Tants interlocutors a Bassera. Edicions 62, 1992.
- L'inspector fa tard. Cercle de Lectors, 1993.
- Doble o res. Barcelona: Edicions 62, 1997.
- Us convida a l'acte. Recopilació de Xavier Garcia. Recull de 50 poemes visuals eròtics. Lleida: Pagès Editors, 2000.
- Cal protestar fins i tot quan no serveix de res. Barcelona: Edicions El Jonc, 2000.
- El principi de tot. Barcelona: Comanegra, 2017, amb il·lustracions de Pep Boatella.
- La terra prohibida. Barcelona: Comanegra, 2017, amb pròleg de Patrícia Gabancho.
- Infant dels grans. Barcelona: Comanegra, 2018.
- La terra prohibida (volum 2). Barcelona: Comanegra, 2018, amb epíleg de Núria Cadenes.
- Visita a la senyora Soler. Juneda: Fonoll, 2022.

## Premis i reconeixements

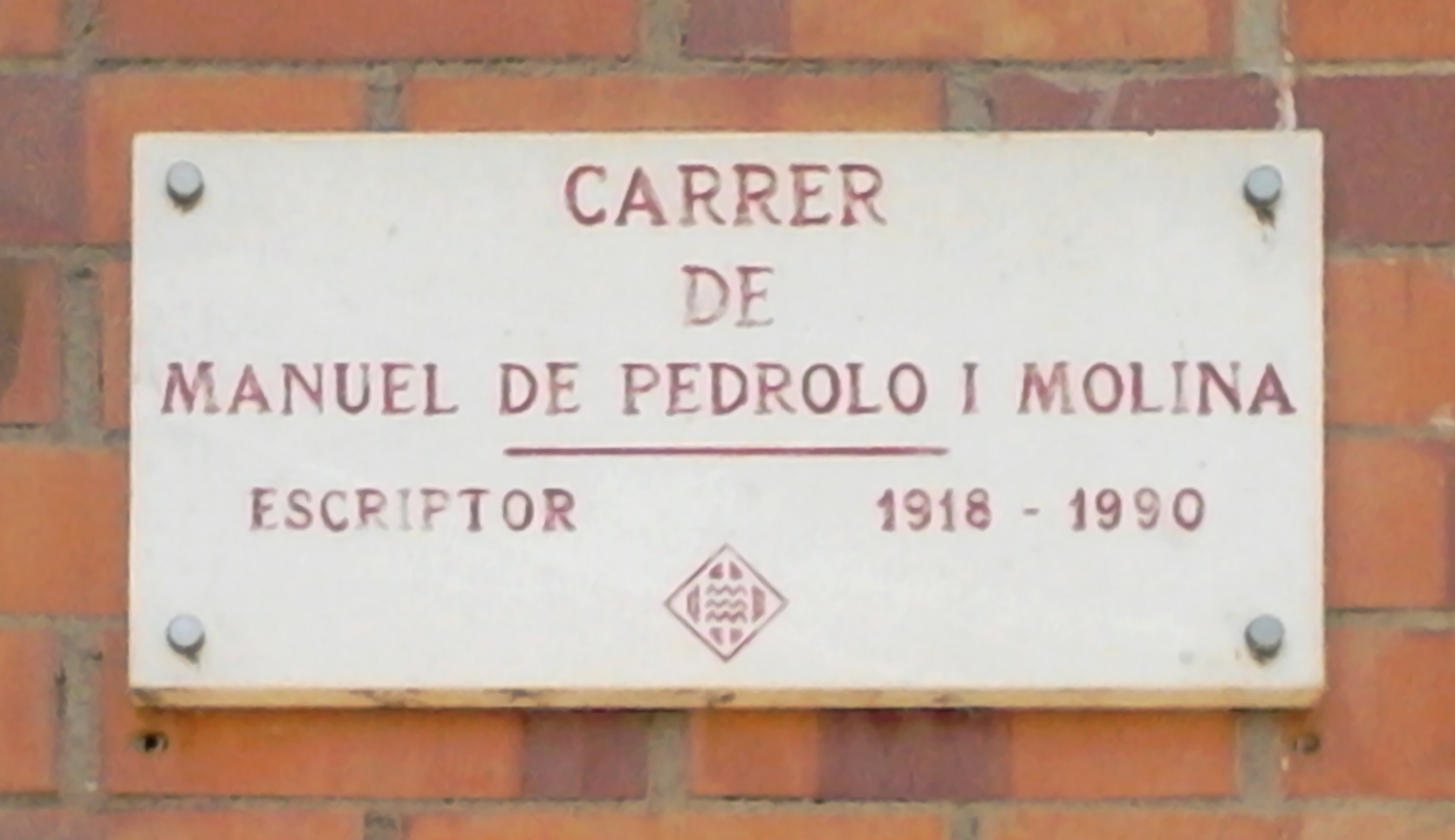
Carrer dedicat a Manuel de Pedrolo a Girona.

- Premi Joanot Martorell, 1954, amb Estrictament personal.
- Premi Víctor Català, 1956, amb Crèdits humans.
- Premi Sant Jordi de novel·la, 1962, amb Balanç fins a la matinada.
- Lletra d'Or, 1966, amb Cendra per Martina.
- Premi Crítica Serra d'Or de novel·la, 1968, amb Totes les bèsties de càrrega.
- Premi Prudenci Bertrana de novel·la, 1968, amb Estat d'excepció, publicada el 1975 amb el títol Acte de violència.
- Premi Crítica Serra d'Or de novel·la, 1972, amb Situació analítica.
- Premi Crítica Serra d'Or de contes, 1975, amb Contes i narracions (segon volum).
- Premi Crítica Serra d'Or de novel·la, 1977, amb Procés de contradicció suficient.
- Premi d'Honor de les Lletres Catalanes, 1979.
- Premi Crítica Serra d'Or de narració, 1991, amb Disset contes i una excepció.
- Premi Crítica Serra d'Or de biografies i memòries, 1992, amb Darrers diaris inèdits. Blocs 1988-1990
- A Girona i a Sant Cugat del Vallès,[26] un carrer li ret homenatge.